# Fakultät für katholische Theologie der Universität Tilburg
Die Fakultät für katholische Theologie der Universität Tilburg ist die aus der Theologischen Fakultät Tilburg (TFT) hervorgegangene Katholisch-Theologische Fakultät der Universität Tilburg. Seit 2011 nennt sie sich Tilburg School of Theology (TST).

## Geschichte
1964 schufen die Bistümer Breda und Den Bosch vor allem zur Ausbildung ihrer künftigen Priester das Gemeenschappelijk Instituut voor Theologie (Gemeinsames Institut für Theologie) in Tilburg. Aufgrund einer Initiative der Bischöfe von Breda, Gerardus Henricus de Vet, und von Den Bosch, Johannes Bluyssen, wurde das Institut ausgebaut und mit Wirkung zum 15. März 1967 die Theologische Faculteit Tilburg (Theologische Fakultät Tilburg) gegründet. 1968 übertrugen die niederländischen Bischöfe der neuen Fakultät das Recht zur Ausbildung der katholischen Priester aus dem gesamten niederländisch-katholischen Raum.
Ab September 1970 erhielt die Theologische Faculteit Tilburg finanzielle Zuwendungen des Staates. Ihre Professoren wurden in die staatlichen Versorgungseinrichtungen aufgenommen; die Studenten erhielten Zugang zu staatlichen Krediten. Mit dem königlichen Erlass vom 5. Oktober 1974 erhielt die Theologische Faculteit Tilburg den Status einer privaten konfessionellen Hochschule mit dem Recht, akademische Titel zu verleihen, einschließlich des Promotionsrechts. In dieser Hinsicht wurde die Fakultät den niederländischen Universitäten gleichgestellt.
Am 1. Januar 2006 schloss sich die bis dahin unabhängige Theologische Faculteit Tilburg der Universität Tilburg an und wurde zu deren Faculteit Theologie en Religiewetenschappen (Fakultät für Theologie und Religionswissenschaften) (FTR). 2007 fusionierte die FTR mit der Katholieke Theologische Universiteit Utrecht (KTU). Die FTR hat deshalb neben dem Hauptsitz in Tilburg auch einen Nebenstandort in Utrecht.
Seitdem der Katholisch-Theologischen Fakultät der Universität Nimwegen im Jahre 2006 die kirchliche Anerkennung entzogen wurde, ist die Faculteit Theologie en Religiewetenschappen (FTR) der Universität Tilburg die einzige Universität in den Niederlanden, an der Priester ausgebildet werden.

## Studiengänge
Die FTR / TST bietet folgende Studiengänge an:
- Bachelor für Theologie
- Master für Theologie
- Master im Fach „Gottesdienst und Lebenseinstellung“
- Master im Fach „Christentum und Gesellschaft“

## Abteilungen
Die FTR / TST hat drei Abteilungen:
- Bibelwissenschaft und Kirchengeschichte
- Praktische Theologie und Religionswissenschaft
- Systematische Theologie und Philosophie

## Forschungsinstitute
An der FTR / TST bestehen sechs Forschungsinstitute:
- Thomas Instituut zur Erforschung des Werkes von Thomas von Aquin
- Zentrum für Frühchristentum
- Arbeitsgruppe Jüdisch-Christliche Beziehungen
- Cardinal Willebrands Research Center für Ökumenische Theologie
- Universitair Centrum voor Geestelijke Verzorging (mit den Schwerpunkten Gefangenenseelsorge und Krankenseelsorge)
- Franciscaans Studiecentrum zur Franziskanischen Spiritualität